# 미야자키현 제3구
미야자키현 제3구(宮崎県 第3区)는 일본의 중의원 선거구이다. 1994년 공직선거법으로 신설되었다.
현재 중의원은 자유민주당 소속의 후루카와 요시히사이다.

## 지역
- 미야코노조시
- 니치난시
- 고바야시시
- 구시마시
- 에비노시
- 기타모로카타군
- 니시모로카타군